# آلفن-خام
الفن-چام (به هلندی: Alphen-Chaam) یک سکونتگاه مسکونی در هلند است که در برابانت شمالی واقع شده‌است.

## خصوصیات
الفن-چام ۹۳٫۶۴ کیلومترمربع مساحت و ۹٬۴۷۲ نفر جمعیت دارد.